# Дамир Мулаомеровић
Дамир Мулаомеровић (Тузла, 19. септембар 1974) јесте хрватски кошаркашки тренер и бивши кошаркаш.

## Биографија
Каријеру је започео у тузланској Слободи. Када је почео рат у Босни и Херцеговини, отишао је у Хрватску. Након што није прошао пробу у Сплиту, каријеру је наставио у дресу Цибоне. Остаје у Цибони све до 1998. године када је отишао у италијански Фортитудо. Касније је током каријере променио много клубова, а међу најпознатијима су били Реал Мадрид, Ефес Пилсен и Панатинаикос.
У Грчкој је оставио највећи траг. Са Панатинаикосом је у сезони 2001/02. освојио Евролигу. Док је играо за ПАОК и Панелиниос био је један од најбољих асистената и стрелаца лиге. Сезону 2006/07. одиграо је за Олимпијакос, као замена за повређеног Мацијаускаса. За сезону 2007/08. се вратио у Цибону, затим провео једну годину у ПАОК-у, а последње три сезоне је одиграо у екипи Загреба.
Мулаомеровић је рођен у Тузли, али се због рата преселио у Хрватску и почео да игра за репрезентацију Хрватске. Са овом репрезентацијом је наступао на Олимпијским играма 1996. и на четири Европска првенства (1997, 1999, 2001, 2003).

## Успеси

### Клупски
- Цибона:
  - Првенство Хрватске (4): 1994/95, 1995/96, 1996/97, 1997/98.
  - Куп Хрватске (2): 1995, 1996.
- Фортитудо:
  - Суперкуп Италије (1): 1998.
- Ефес Пилсен:
  - Куп Турске (1): 2001.
- Панатинаикос:
  - Евролига (1): 2001/02.
- Загреб:
  - Првенство Хрватске (1): 2010/11.
  - Куп Хрватске (3): 2009, 2010, 2011.